# Тионе ди Тренто
Тио̀не ди Трѐнто (на италиански: Tione di Trento, на местен диалект: Tion, Тион) е малко градче и община в Северна Италия, автономна провинция Тренто, автономен регион Трентино-Южен Тирол. Разположено е на 565 m надморска височина. Населението на общината е 3637 души (към 2015 г.).